# Anomaloglossus tepuyensis
Anomaloglossus tepuyensis är en groddjursart som först beskrevs av La Marca 1997.  Anomaloglossus tepuyensis ingår i släktet Anomaloglossus och familjen Aromobatidae. IUCN kategoriserar arten globalt som otillräckligt studerad. Inga underarter finns listade i Catalogue of Life.